# Jean Ouellet
 (août 2021).
 Jean Ouellet, né le 24 décembre 1922 à Rivière-du-loup et mort le 6 mars 2004, à  Québec, est un architecte et urbaniste, professeur honoraire à la Faculté de l'aménagement de l'Université de Montréal. 

## Biographie

### Formation
Il obtient, avec la mention Grande distinction, un diplôme en architecture à l’École des beaux-arts de Montréal. Il fait un stage à Paris où il affine ses connaissances dans les secteurs de l'habitation et de l'urbanisme.

### Carrière
De retour à Montréal, il entreprend une carrière professionnelle et se distingue rapidement. Il est associé aux travaux de prestigieux collègues comme Dimakopoulos, LaHaye ou Reeves. Il contribue à la réalisation de plusieurs projets d’envergure : le Complexe Desjardins à Montréal, l’ambassade du Canada à Belgrade, le garage Louis-Colin et le campus Desjardins de Lévis. 
L'Université de Montréal charge le Groupe Lahaye et Ouellet de mettre au point son plan directeur de développement et de procéder à son aménagement paysager. 
Jean Ouellet est nommé fellow de l’Institut royal d'architecture, reçoit la médaille du Mérite de l'Ordre des architectes du Québec. Il en devient président en 1972.

### Enseignement
La compétence de Jean Ouellet et sa participation aux travaux de la Commission d'enquête sur l'enseignement des arts au Québec attirent l'attention de l'université. Il est directeur de l'École d'architecture de 1980 à 1985. Il y exerce une grande influence de par ses qualités personnelles. Homme de commerce facile, aux qualités professionnelles reconnues, Jean Ouellet, par ses oeuvres, marque son époque.

## Honneurs
- Médaille Massey pour le garage Louis Colin
- Médaille Massey pour les îlots Saint-Martin
- Fellow de l’Institut royal d'architecture du Canada
- Médaille du mérite de l'Ordre des architectes du Québec
- En 1966, il siège au conseil de la commission Rioux
- En 1972, il devient président de l'Ordre des architectes du Québec
- Doctorat honoris causa de l'École d’architecture de l'Université de Montréal